# بكسل 2
بكسل 2 (بالإنجليزية:Pixel 2) و بكسل 2 إكس إل (بالإنجليزية:Pixel 2 XL) هي هواتف ذكية من تصميم وإنتاج وتحمل علامة شركة جوجل التجارية. تم الإعلان عنها خلال حدث Google في 4 من تشرين الأول 2017 ، كخليفين لبكسل وبكسل إكس إل. تم إصدارها في 19 من تشرين الأول 2017 ، وهي بمثابة المجموعة الثانية للهواتف الذكية في خط أجهزة Google Pixel.